# Жерве, Эктор
Эктор Жозеф «Дружелюбный Великан, Эк» Жерве (фр. Hector Joseph «The Friendly Giant, Hec» Gervais) 1934, Сент-Альберт, Альберта — 19 июля 1997 — канадский кёрлингист из Эдмонтона, Альберта. Чемпион мира и член Зала славы канадского кёрлинга. Именем Эктора Жерве назван приз самому ценному игроку Чемпионата Канады по кёрлингу среди мужчин, вручается с 1997 года.

## Достижения
- Чемпионат Канады по кёрлингу среди мужчин: золото (1961, 1974), серебро (1962, 1970).
- Чемпионат мира по кёрлингу среди мужчин: золото (1961)

## Карьера в кёрлинге
Жерве ворвался на сцену кёрлинга в конце 1950-х годов. В 1960 году он объединился с великим кёрлингистом Matt Baldwin, чтобы участвовать в чемпионате провинции Альберта. Несмотря на то, что команда считалась «супер-составом», она не смогла выиграть провинциальный чемпионат и распалась после окончания сезона.
В 1961 году Жерве сформировал свою собственную команду в клубе Alberta Avenue Curling Club (Эдмонтон), кроме Жерве участниками команды были Рон Энтон, Рэй Вернер и Уолли Урсуляк. Эта команда победила в чемпионате провинции Альберта, а также выиграла в том году Чемпионат Канады. Сезон команда заканчивала с Виком Реймером вместо Рона Энтона, выиграв чемпионат мира 1961 года.
Команда Жерве вновь участвовала в Чемпионате Канады 1962 года, но проиграла в плей-офф команде Саскачевана Эрни Ричардсона.
На Чемпионат Канады по кёрлингу среди мужчин у Эктора Жерве не получалось вернуться до 1970 года. На том чемпионате его команда (Bill Mitchell, Wayne Saboe, Bill Tainsh — клуб Granite Curling Club (Эдмонтон)) одержала 8 побед против 2 поражений. Этого было достаточно только для второго места. Победителями стала команда Манитобы скипа Дон Дугид.
Своё последнее участие на Чемпионате Канады Жерве принял в 1974 году. Он вновь объединился с Роном Энтоном в клубе St. Albert Curling Club (Сент-Альберт). Также игроками команды были Уоррен Хансен и Даррел Саттон. Команда снова одержала 8 побед и 2 раза проиграла. На этот раз этого стало достаточно для победы в чемпионате, которая отправила их на Чемпионат мира 1974 года. Команда заняла четвёртое место, проиграв в полуфинальном матче сборной Швеции со счетом 8:7.
В стратегии кёрлинга Эктор Жерве считается изобретателем бокового гарда.

## Личная жизнь
Эктор Жерве был фермером. Выращивал картофель и цыплят на ферме за пределами Сент-Альберт.
Позже он стал менеджером кёрлинг клуба Avonair Curling Club.
Он был дважды женат, имел пятерых детей и двух пасынков
В дополнение к кёрлингу он сыграл три предсезонных матча за Эдмонтон Эскимос в 1963 году (профессиональная команда по канадскому футболу, выступающая в Западном дивизионе Канадской футбольной лиги).
Жерве, который во время своей карьеры кёрлингиста весил от 285 до 340 фунтов (от 129 до 154 кг), большую часть своей дальнейшей жизни имел проблемы с сердцем. В 1987 году он перенес операцию на сердце. Эктор Жерве умер от сердечного приступа в 1997 году.